# 特克瓦爾切利

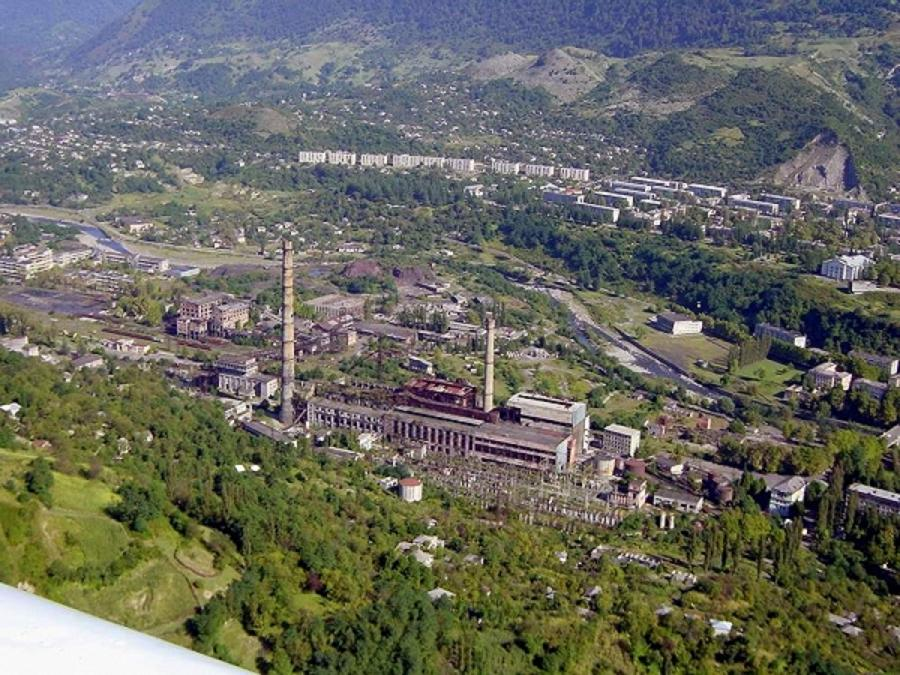

特克瓦爾切利（羅馬化：Tkvarcheli，發音：[tʼqʼʷaɾtʃʰeli] ⓘ，羅馬化：Tqwarchal）是格魯吉亞或阿布哈茲的城鎮，为特克瓦尔切利区的区府。由于受亞熱帶氣候影響，每年平均降雨量超過2,000毫米，主要經濟活動是露天採礦，2011年人口4,821，其中阿布哈茲人和俄羅斯人各佔四成和兩成半。